# Покрутище
Покрутище (рос. Покрутище) — присілок в Псковському районі Псковської області Російської Федерації.
Населення становить 23 особи. Входить до складу муніципального утворення Тямшанська волость.

## Історія
Від 2015 року входить до складу муніципального утворення Тямшанська волость.

## Населення
| 2001 | 2002 | 2010 |
| ---- | ---- | ---- |
| 14   | ↘10  | ↗23  |